# Anaxibia pictithorax
Anaxibia pictithorax là một loài nhện trong họ Dictynidae.
Loài này thuộc chi Anaxibia. Anaxibia pictithorax được Wladislaus Kulczynski miêu tả năm 1908.